# كرايغ سميث (لاعب دوري الرغبي)
كرايغ سميث (بالإنجليزية: Craig Smith)‏ هو لاعب دوري الرغبي نيوزيلندي، ولد في 31 أكتوبر 1971 في نيوزيلندا.